# Département de l'Alabama et de l'ouest de la Floride
Le département de l'Alabama et de l'ouest de la Floride est un commandement de l'armée confédérée dont l'existence couvre la première partie de la guerre de Sécession(d'octobre 1861 au juin 1862).

## Historique
À sa création en octobre 1861, le département comprend l'État de l'Alabama et l'ouest de la Floride, régions dont il tire son appellation. Il est placé sous le commandement du major général Braxton Bragg(p399). 
Le premier ordre général du département est promulgué le 14 octobre 1861 et place son quartier général près de Pensacola(p752). Le brigadier général J. M. Whithers garde alors le commandement du district de l'Alabama(p752).
Au sein du département, l'armée de Pensacola  est organisée le 22 octobre 1861, formée avec les unités qui participaient à la défense côtière depuis mars 1861(p278). Le commandement des troupes est alors temporairement donné au brigadier général Gladden selon l'ordre général 120(p753-4).
En décembre 1861, le département est étendu à la partie à l'est du Mississippi de Pascagoula Bay(p399).
Braxton Bragg commence à porter ses efforts sur la défense de Pensacola en Floride et de Mobile en Alabama(p399).
Le 27 janvier 1862, l'armée de Mobile est constituée au sein du département pour défendre la côte du Golfe entre les fleuves Perdido et Pascagoula(p278). En février 1862, un régiment d'infanterie de Louisiane et deux régiments de l'Alabama (les 18th et 22nd) sont envoyés vers Corinth  selon l'ordre général 62(p836). À la fin du mois, Le major général Braxton Bragg transmet, par l'ordre général 38, le commandement du département au brigadier général Samuel Jones(p836).
Le 7 mars 1862, l'adjudant-général adjoint du département, Charles S. Stringfellow, donne l'ordre au lieutenant-colonel Conoley, commandant le quatrième bataillon de l'Alabama et commandant les troupes de Pensacola, d'incendier tous les bâtiments publics, les usines et les bateaux et stock de bois, dès qu'il recevra l'ordre d'évacuer Pensacola(p844).
Lorsque Albert Sidney Jonhston lance son offensive sur Shiloh, la plupart des forces du département lui sont envoyées. Braxton Bragg transmet le commandement du département au major général Jones M. Withers  alors qu'il suit les troupes dans le nord du Mississippi(p399),.
Dans un courrier daté du 15 avril 1862 à l'inspecteur général de l'armée confédéré S. Cooper, le major général Samuel Jones précise qu'il a reçu l'ordre du général Lee de transmettre le commandement du département(p874-6). Toutefois, un courrier de Lee daté du 26 avril 1862 à Samuel Jones montre qu'à cette date il est encore en poste(p884).
En avril 1862, le commandement du département échoit au brigadier général John Horace Forney(p399).
Le 6 mai 1862, le secrétaire à la guerre G. W. Randoph, réitère la décision de destruction du tabac, du coton et des dépôt naval et militaire en cas d'évacuation de Pensacola, mais demande d'éviter les destructions de biens privés(p886-7). 
Finalement, lorsque les confédérés abandonnent Pensacola en juin 1862, le département est absorbé par le département numéro 2(p399).

## Commandants

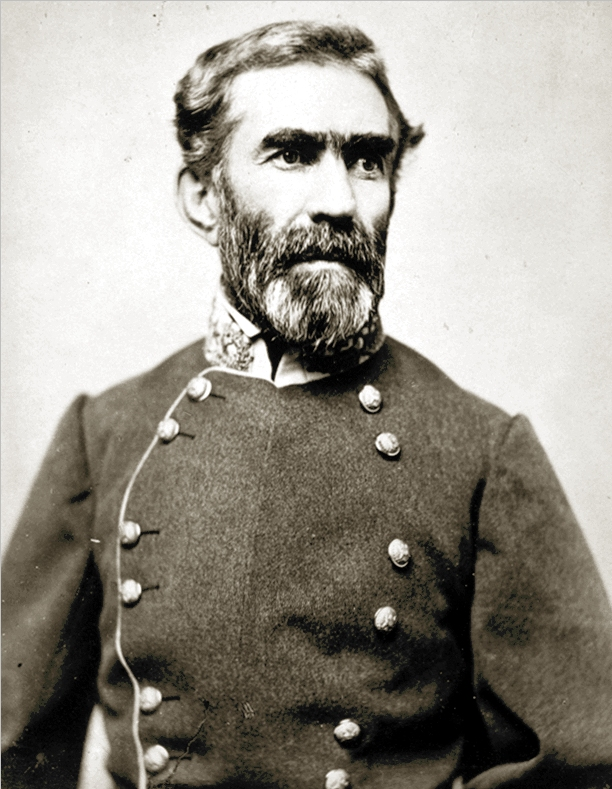
Braxton Bragg
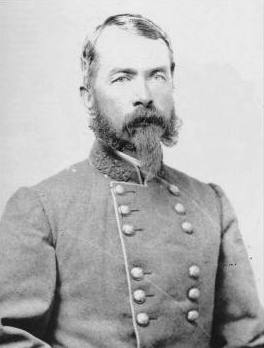
Samuel Jones
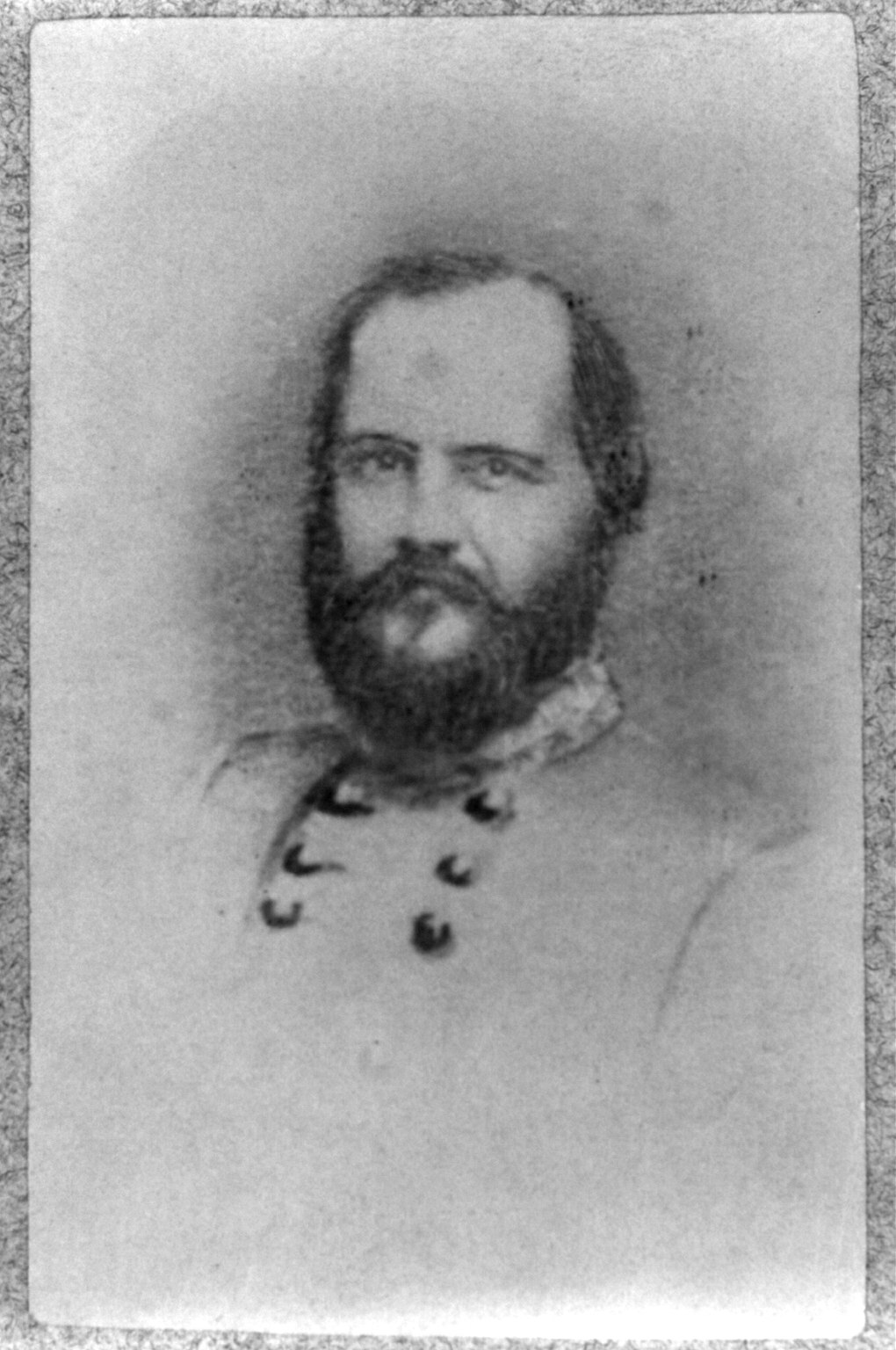
John H. Forney

- Braxton Bragg : 7 octobre 1861 – 28 février 1862(p836)
- Samuel Jones : 28 février 1862 – avril 1862
- John H. Forney : 28 avril 1862[4](p169) – juin 1862

## Effectifs
Le 1er février 1862, les troupes présentes dans le département de l'Alabama et de l'ouest de la Floride sont constituées de l'armée de Pensacola commandée par le brigadier général Samuel Jones et de l'armée de Mobile commandée par le brigadier général John M. Whiters. La première armée comprend deux régiment de l'Alabama (1st et 17th), un régiment de Floride (1st), deux régiments de Géorgie (5th et 36th), un régiment de Louisiane (1st), cinq régiments du Mississippi (1st, 5th, 8th, 9th, 10th et 27th), deux compagnies indépendantes montées de l'Alabama, une compagnie indépendante montée de Floride, une compagnie d'artillerie de l'Alabama, de la compagnie d'artillerie légère de Robertson et un détachement des marines confédérés. La seconde armée est de neuf régiment de l'Alabama (2nd, 18th, 19th, 20th, 21st, 22nd, 23rd, 24th et 25th), un bataillon de l'Alabama (2nd), une compagnie de l'Alabama, un bataillon du Mississippi, une compagnie du Mississippi, six compagnies montée de l'Alabama, du premier bataillon d'artillerie de l'Alabama et du deuxième bataillon d'artillerie légère de l'Alabama(p819).